# 박충원 백자청화묘지
박충원 백자청화묘지(朴忠元 白磁靑畵 墓誌)는 대한민국 경기도 고양시 덕양구 주교동에 있는 묘지이다. 2018년 4월 30일 경기도의 유형문화재 제318호로 지정되었다.

## 지정 사유
제작 시기가 정확하고 백자의 단정한 만듦새, 청화안료를 사용한 점이 특징적이다. 도 지정문화재로 지정된 묘지 중에 16세기 청화백자 지석이 없다는 점에서 학술적, 조형적 가치가 있다.

## 참고 자료
- 박충원 백자청화묘지 - 국가유산청 국가유산포털